# Ryt lyoński
Obrządek lyoński albo ryt lyoński (łac. ritus Lugdunensis) – katolicki obrządek z grupy obrządków rzymskich, obowiązujący w archidiecezji lyońskiej aż do wydania nowego Mszału Rzymskiego w 1969 roku; obecnie zachowywany przez nieliczne wspólnoty.

## Wiadomości ogólne i historia obrządku
Obrządek lyoński uformował się zasadniczo w IX wieku, po wprowadzeniu do Galii obrządku rzymskiego na miejsce gallikańskiego przez Pepina Krótkiego. Jest to zatem forma obrządku rzymskiego (stąd używana czasem nazwa ritus Romano-Lugdunensis), jednak zachowano sporo zwyczajów gallikańskich, przede wszystkim w odniesieniu do ceremonii (np. pontyfikalne błogosławieństwa po Pater Noster), teksty zaś są przeważnie rzymskie. Jest to najstarsza z istniejących form obrządku rzymskiego. Po ujednoliceniu liturgii przez sobór trydencki niektóre diecezje i zakony o najdłuższej tradycji liturgicznej pozostały przy własnych obrządkach, co usankcjonowała bulla Quo primum Piusa V. Po dezorganizacji życia kościelnego podczas Rewolucji Francuskiej na początku XIX wieku w archidiecezji lyońskiej wprowadzono obrządek rzymski, natomiast przez cały wiek XIX i początek XX stopniowo powracano do lokalnych zwyczajów, choć nie we wszystkim. W 1969 roku w archidiecezji lyońskiej większość parafii przyjęła nowy Mszał Rzymski Pawła VI. Obecnie obrządek lyoński zachowywany jest przez nieliczne wspólnoty na terenie diecezji.

## Krótka charakterystyka

### Msza

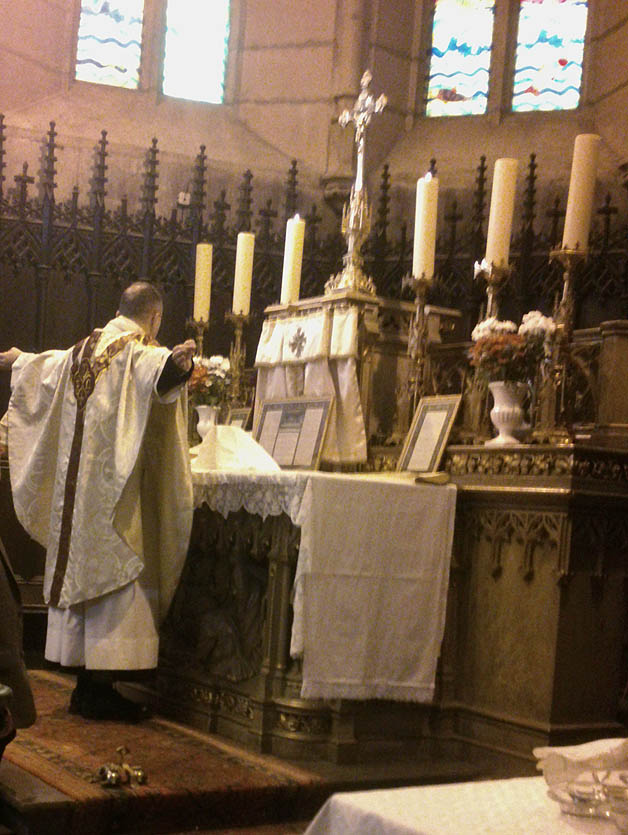
Msza czytana w obrządku lyońskim, anamneza. Celebrans rozkłada ręce na kształt krzyża (in modum crucis); kielich jest przykryty wielkim korporałem.

Najogólniej mówiąc, msza lyońska przypomina mszę rzymską sprzed reform liturgicznych Soboru Watykańskiego II (tzw. mszę trydencką), jednak między mszą rzymską a lyońską zachodzą liczne różnice, z których poniżej wymieniono tylko niektóre.
- Ołtarz główny nigdy nie dotyka ściany, tylko stoi tak, żeby można go było swobodnie obejść, ponieważ we mszy uroczystej diakon stoi przed ołtarzem, a subdiakon – za ołtarzem[5].
- Używa się wielkiego korporału, na którym kielich nie tylko stoi, ale też jest nim przykryty od góry[6].
- W mszale lyońskim znajdują się liczne sekwencje[5].
- Małe Podniesienie ma miejsce nie podczas konkluzji kanonu, tylko podczas Modlitwy Pańskiej (na słowa jako w niebie)[5].
- Oprócz pięciu rzymskich kolorów liturgicznych (biały, czerwony, zielony, fioletowy, czarny) jest też kolor szary, którego używa się w dni powszednie Wielkiego Postu[7].
- We mszy uroczystej mieszanie wina z wodą (administratio) ma miejsce za ołtarzem podczas śpiewu Alleluja.
- We mszy uroczystej między pierwszym a drugim wezwaniem Baranku Boży, który gładzisz grzechy świata śpiewa się antyfonę Venite populi[5].
- W wielu miejscach liturgii (np. przy wymawianiu imienia Jezus) wykonuje się małe przyklęknięcie (fr. petite génuflexion), przy którym zgina się kolano, ale nie dotyka nim ziemi[6].

Jeszcze większe różnice w stosunku do mszy rzymskiej wykazuje msza lyońska pontyfikalna (czyli odprawiana przez biskupa), w której uczestniczy m.in. siedmiu akolitów ze świecznikami. W pewnym momencie liturgii świeczniki stawia się na środku prezbiterium, co jest odniesieniem do wizji z Apokalipsy, w której Chrystus objawia się pośrodku siedmiu złotych świeczników (Ap 1, 12–13).

### Liturgia godzin
Do XVIII wieku używano własnych brewiarzy, które były bardzo konserwatywne, np. nie było w nich hymnów (późniejszy dodatek do oficjum rzymskiego). Od XIX wieku używa się Breviarium Romanum z tekstami własnych dla archidiecezji. Z cech charakterystycznych warto wspomnieć o tym, że oprócz czterech standardowych rzymskich antyfon maryjnych (Alma Redemptoris Mater, Ave Regina caelorum, Regina caeli, Salve Regina) w Lyonie używa się jeszcze piątej, Virgo Parens Christi, przeznaczonej na okres Adwentu.

### Kalendarz
Używa się kalendarza rzymskiego z dodatkiem własnych świąt, z których najważniejsze to:
- świętego Potyna, patrona miasta Lyonu i towarzyszy, męczenników (2 czerwca);
- świętego Ireneusza, patrona diecezji i towarzyszy, męczenników (28 czerwca);
- rocznica poświęcenia kościoła katedralnego (24 października).

Oprócz tego obchodzi się inne święta ograniczone do archidiecezji lyońskiej, np. NMP z Fourvière (sobota po Niedzieli Przewodniej; w nowym obrządku sobota po Zesłaniu Ducha Świętego), świętego Agobarda (6 czerwca), a także święta całego Kościoła francuskiego, np. świętej Joanny d'Arc (30 maja).